# بريسكوت ميتكالف
بريسكوت ميتكالف (بالإنجليزية: Prescott Metcalf)‏ هو سياسي أمريكي، ولد في 25 يناير 1813 في بوتني في الولايات المتحدة، وتوفي في 14 أكتوبر 1891 في إيري في الولايات المتحدة. حزبياً، نشط في الحزب الجمهوري.